# Mount Lee (Alexander-I.-Insel)
Mount Lee ist ein 591 m (nach Angaben des UK Antarctic Place-Names Committee rund 500 m) hoher Berg im südwestlichen Teil der westantarktischen Alexander-I.-Insel. Er ragt im Zentrum der zur Beethoven-Halbinsel gehörenden Harris-Halbinsel auf.
Teilnehmer der US-amerikanischen Ronne Antarctic Research Expedition (1947–1948) entdeckten ihn und nahmen eine grobe Kartierung vor. Expeditionsleiter Finn Ronne benannte den Berg nach Konteradmiral Paul Frantz Lee von der United States Navy, der die Transporte für die Forschungsreise auf dem Seeweg autorisierte. Die bei Ronnes Forschungsreise angefertigten Luftaufnahmen dienten dem britischen Geographen Derek Searle vom Falkland Islands Dependencies Survey im Jahr 1960 für eine neuerliche Kartierung. Eine weitere Kartierung erfolgte durch den United States Geological Survey anhand von Luftaufnahmen der US Navy aus den Jahren von 1967 bis 1968 sowie Landsat-Fotografien von 1972 bis 1973.